# Kumarbi

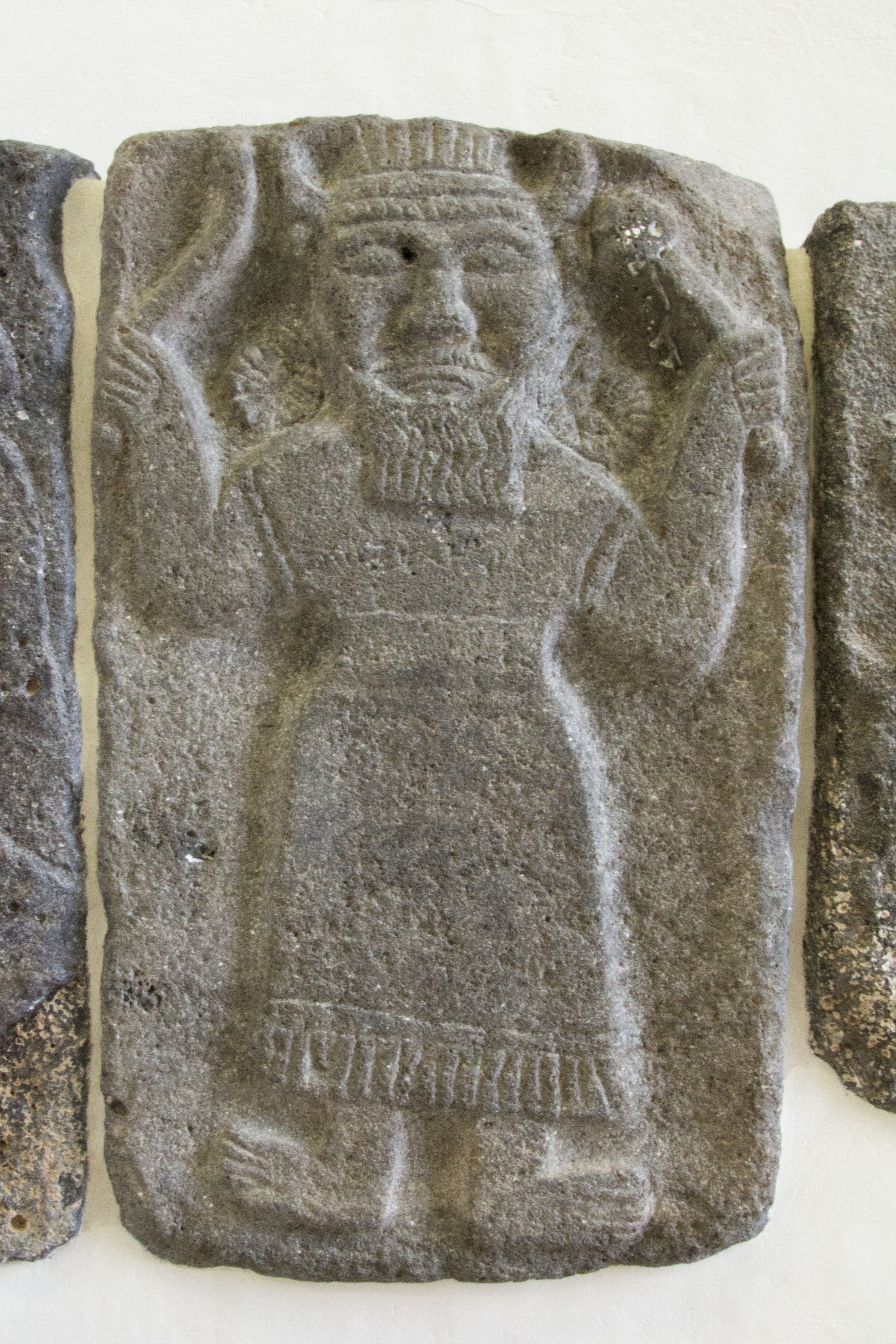
Placa de pared con el relieve de una divinidad análoga a Kumarbi. Sostiene su hoz y el pene de su padre en sus manos.

Kumarbi es el dios principal de los hurritas, padre de dioses. Era hijo de Anu (dios del cielo) y padre del dios de la tormenta, Teshub. Fue identificado por los hurritas con el sumerio Enlil y por los ugaritas con El.
Kumarbi es conocido por una serie de textos mitológicos hititas, a veces resumidos bajo el término de "Ciclo de Kumarbi". Estos textos incluyen, en particular, el mito de la Realeza en el Cielo (también conocido como el Cantar de Kumarbi o la Teogonía hitita, CTH 344), el Cantar de Ullikummi (CTH 345), la Realeza del dios KAL (CTH 343), el Mito del dragón Hedammu (CTH 348) y el Cantar de plata (CTH 364).

## La realeza en el Cielo
El Cantar de Kumarbi o la Realeza en el Cielo es el título dado a una versión hitita del mito hurrita de Kumarbi, que data del siglo XIV a. C. o 13 a. C.. Se conserva en tres tablillas, aunque sólo una pequeña fracción del texto es legible.
- tablilla A. KUB 33.120 + KUB 33.119 + KUB 36.31 + KUB 48.97
- tablilla B. KUB 36.1
- tablilla C. KUB 48.97

El cantar relata que la deidad primigenia y rey de los cielos Alalu, después que fuese derrocado por Anu, se refugiaría en el mundo subterráneo. Kumarbi pasaría a servir a Anu durante nueve años hasta que consiguió derrotarlo. Cuando Anu trató de escapar volando hacia el cielo, Kumarbi lo persiguió y al darle alcance, le mordió sus genitales, y una parte de la virilidad de Anu penetró en su cuerpo. En el texto, Anu advierte a su hijo que había quedado embarazado de tres dioses: Teshub, Tigris y Tasmisu (el dios hitita Suwaliyat). Al oír esto, Kumarbi escupió el semen en el suelo que quedó impregnado con dos hijos. De Kumarbi nace Teshub. Juntos, Anu y Teshub depondrán a Kumarbi.
En otra versión de la Realeza en el Cielo, los tres dioses, Alalu, Anu y Kumarbi, gobiernan el cielo, cada uno sirviendo al que le precede en el reinado, durante nueve años. Es Teshub, hijo de Kumarbi, dios del tiempo atmosférico, quien comienza a conspirar para derrocar a su padre.
Desde la primera publicación de las tablillas de la Realeza en el Cielo, los estudiosos han señalado las similitudes entre este mito de la creación hurrita-hitita y la historia de Urano, Cronos y Zeus de la mitología griega.
En el Cantar de Ullikummi, para poder vencer a Teshub, Kumarbi impregna una roca con su semen, de donde nacerá Ullikummi, un monstruo gigantesco de piedra diorita que llega a crecer tanto que puede tocar el cielo. Kumarbi se lo había entregado a las deidades de Irsirra para mantenerlo oculto del dios de la tormenta Teshub, el dios Sol del Cielo e Ishtar. Después de que estas deidades lo presentaran a Enlil, le colocaron en el hombro de Upelluri donde creció una hectárea en un mes.
Después de quince días, crece lo suficiente en el mar para que el dios Sol pueda darse cuenta y alerta de inmediato a Teshub, que se prepara para la batalla en lo alto del Monte Imgarra, sin embargo, sus resultados en la primera batalla concluyen en una victoria incompleta. Conduce a Hebat a su templo, cortando su comunicación con los otros dioses. Astabis lidera a setenta dioses para atacarlo, tratando de sacar el agua de su alrededor, tal vez con el fin de detener su crecimiento. Caen al mar y Ullikummi crece hasta 9000 leguas de alto y ancho, agitando los cielos y la tierra y empujando hacia arriba el cielo, elevándose sobre Kummiya. Piden ayuda a Ea, que lo localiza y le corta los pies con el cuchillo de cobre que había separado el cielo de la tierra. A pesar de sus heridas, se jacta de que la realeza celeste le ha sido asignada por su padre. Presumiblemente, llegaría a tener una derrota menor a manos de Teshub.